# مانوت ۱
مانوت ۱  (Manot 1) یک نمونه فسیلی است که نشان دهنده فرق سر یک انسان مدرن باستانی است که در غار مانوت، جلیل غربی، اسرائیل ، در سال ۲۰۰۸ کشف شد و شرح علمی آن در سال ۲۰۱۵ منتشر شد. قدمت سنجی رادیومتری نشان می‌دهد که حدود ۵۴۷۰۰ سال قدمت دارد (موسترین متأخر) و تصور می‌شود که اجداد مستقیم جمعیت‌های پارینه سنگی زبرین شام و اروپا باشد.

## کشف

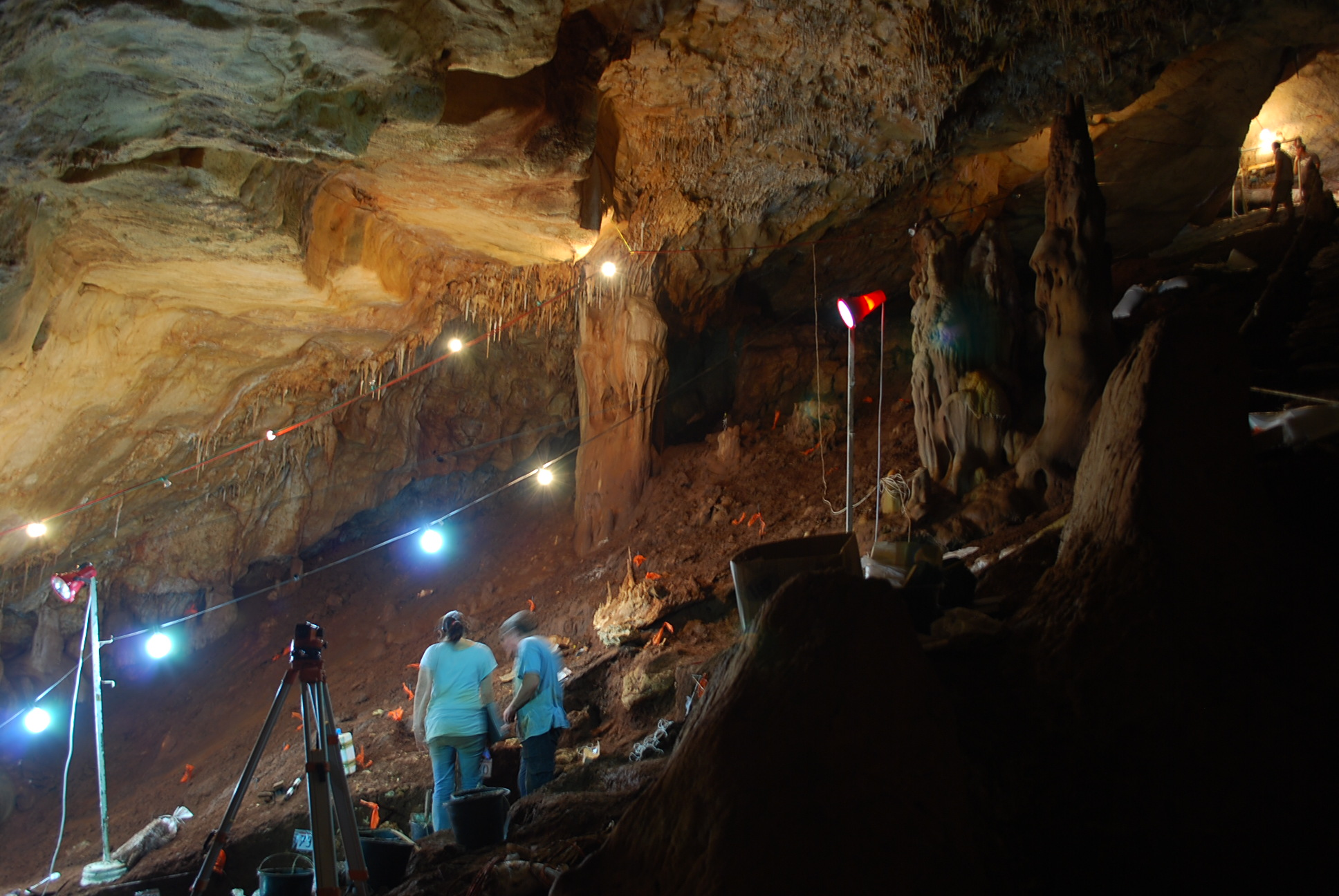
غار مانوت تحت کاوش در سال ۲۰۱۱

مانوت ۱ در داخل غار مانوت زمانی کشف شد که خود غار در سال ۲۰۰۸ کشف شد. این غار در جلیل غربی، حدود ۱۰ کیلومتری شمال غار هایونیم و ۵۰ کیلومتری شمال شرقی غار کوه کارمل واقع شده است. این به طور تصادفی زمانی کشف شد که یک بولدوزر سقف آن را در حین کار ساختمانی شکست. باستان‌شناسان واحد تحقیقات غار دانشگاه عبری اورشلیم بلافاصله مطلع شدند و بررسی اولیه را انجام دادند. آنها کاسه سر را در کنار ابزارهای سنگی، قطعات زغال چوب و سایر بقایای انسان پیدا کردند. ابزارهای یافت شده عبارتند از یک نقطه لوالوا، بورین ها، تیغه‌ها، تیغه‌های عبوری و ابزار اوریگناسین. آنها همچنین بقایایی از "گوزن زرد، مرال ، غزال کوهی، اسب، نیاگاو، کفتار و خرس" را پیدا کردند. آنها آن را به سازمان باستانی اسرائیل (IAA) گزارش کردند که بررسی مختصری دیگر از غار را ارائه کرد. IAA در سال ۲۰۱۰ مجوز حفاری کامل را اعطا کرد. این کاوش با همکاری باستان‌شناسان دانشگاه عبری اورشلیم، دانشگاه تل آویو، سازمان زمین شناسی اسرائیل، موسسه باستان شناسی زینمان از دانشگاه حیفا، مرکز علوم باستان شناسی کیمل موسسه علوم وایزمن و گروه باستان شناسی دانشگاه بوستون انجام شد.

## شرح
مانوت ۱ یک فرد بالغ است که با کاسه سر تقریباً کامل (کالواریا) بسیار شبیه به انسان‌های امروزی است. اما اندازه مغز نسبتا کوچکی دارد که در حدود ۱۱۰۰ میلی لیتر تخمین زده می‌شود، در مقایسه با مغز انسان مدرن که حدود ۱۴۰۰ میلی لیتر است. از ویژگی‌های منحصر به فرد آن می توان به استخوان پس‌سری نانی شکل، قوس متوسط جداری، ناحیه ساژیتال صاف، وجود حفره فوقانیاک و خط بالای نوکال برجسته اشاره کرد. این ویژگی‌های ترکیبی نشان می‌دهد که تعدادی از ویژگی‌های مشترک بین آخرین انسان‌های آفریقایی و اروپایی‌های دوره پارینه سنگی بالایی دارد. اما با سایر انسان‌های باستانی یافت شده در همسایگی شام تفاوت‌های قابل توجهی دارد. همچنین ممکن است یک هیبرید انسان و نئاندرتال باشد. کاشفان نتیجه گرفتند که:
شکل کلی و ویژگی‌های مورفولوژیکی جزئی مانوت ۱ نشان می‌دهد که این جمجمه به‌طور واضح مدرن است.

## اهمیت
جمجمه‌های ۵ و ۹ که قدمتی بین ۱۲۰۰۰۰ تا ۸۰۰۰۰ سال دارند، قدیمی‌ترین فسیل‌های کشف شده از نظر آناتومی انسان مدرن در غرب آسیا هستند.
مانوت ۱ با ۵۵۰۰۰ سال قدمت، قدیمی‌ترین فسیل یافت شده در غرب آسیا است که مربوط به گسترش احتمالی اخیر در خارج از آفریقا، پس از حدود ۷۰۰۰۰ سال پیش است.  تصور می‌شود که این اجداد از دودمان مدرن اوراسیا غربی است که در دوران پارینه سنگی فوقانی شروع به رشد کردند.
سن فسیل با دوره آمیختگی بین نئاندرتال ها و انسان های مدرن مطابقت دارد.  در حالی که استخراج و تعیین توالی DNA از بقایای بقایای به طور بالقوه می تواند تایید کند که آمیختگی در آن زمان اتفاق افتاده است، شانس انجام موفقیت آمیز این امر به دلیل آب و هوای گرم منطقه (که تخریب DNA را سرعت می بخشد)، کاهش می‌یابد . 

## همچنین ببینید
- باستان شناسی اسرائیل
- انسان های اسکول و قافزه

## لینک های خارجی
- جدول زمانی انسانی (تعاملی) – اسمیتسونیان، موزه ملی تاریخ طبیعی (اوت ۲۰۱۶).